# Packard Executive
El Packard Executive fue un automóvil producido por la División Packard-Clipper de Studebaker-Packard Corporation en 1956.

## Historia
El Packard Executive se presentó el 5 de marzo de 1956 para llenar una brecha de precios percibida entre la prestigiosa línea Packard Patrician y la nueva marca Clipper, que estaba en su primer año como marca separada. Anteriormente, los modelos Clipper habían sido producidos por Packard. El Clipper más caro, el Clipper Custom, costaba 3.065 dólares para el sedán de 4 puertas. El sedán Packard Executive se vendió por 3.465 dólares, el cupé Executive de 2 puertas por 3.560, mientras que el sedán Patrician de primera línea costaba 4.160 dólares.
El Executive se comercializó como una invitación a "ingresar en la clase de automóviles de lujo ahora, con una inversión modesta" y estaba dirigido a "el joven en ascenso".
En la práctica, el Packard Executive reemplazó a toda la línea de vehículos Clipper Custom, cuya producción finalizó una vez que se anunció el Executive.
El vehículo se creó combinando la carrocería del Clipper Custom, completa con su distintivo diseño de luces traseras, e instalando los guardabarros delanteros, el capó y el conjunto de la parrilla del radiador de los modelos Packard senior. También usó la distancia entre ejes de 122 pulgadas (3098,8 mm) del Clipper Custom y su nuevo motor V8 de válvulas en cabeza de 352 plg³ (5,8 L) y 275 HP (278,8 CV) diseñado por Packard. Este propulsor contrastaba con el motor utilizado por el Packard Patrician de nivel superior de 1956, que con una cilindrada de 374 plg³ (6,1 L) desarrollaba 295 HP (299,1 CV) (310 HP (314,3 CV) en el caso del Caribbean).
Más allá de la parrilla del Packard senior y la lámina de metal frontal, los Executive se distinguían aún más de la línea Clipper por un diseño de moldura lateral único, que hacía referencia a los Packard senior y permitía esquemas de pintura de dos tonos. Sin embargo, los detalles interiores y la instrumentación eran por completo los del Clipper. Los prototipos producidos para las nuevas líneas Packard y Clipper de 1957 muestran un Executive totalmente nuevo que se convertiría en un Packard básico. Todos los Clipper de 1957 recibieron una carrocería completamente nueva que compartía muchos paneles internos con el nuevo Studebaker grande. Compartir los paneles de la carrocería era el nuevo plan para los modelos Studebaker-Packard. Desafortunadamente, las compañías de seguros no financiaron el ambicioso plan, y el fabricante de automóviles se vio obligado a reducir gastos y terminó compartiendo paneles de carrocería con los modelos medianos de Studebaker. Por otro lado, se produjo un Clipper de 1957, el último año en llevar ese nombre. Originalmente, el plan era llamar Executive al modelo de 1957. Se esperaba que fuera un automóvil puente hasta que se pudiera presentar un Packard grande completamente nuevo. El Facel Vega fue una propuesta de 1959 para un Packard rebautizado.
Los Executive recibieron su propia designación de serie de 5670. Se ofreció en dos estilos de carrocería: un modelo con techo rígido de dos puertas (modelo 5677) y un sedán Touring de cuatro puertas (modelo 5672).
Aunque el Executive se vendió tan rápido como se produjo, no fue suficiente para mejorar sustancialmente el panorama financiero de la División Packard-Clipper. Incluso cuando se anunciaba el Executive, los medios ya habían estado informando sobre las ventas y los problemas fiscales en Studebaker-Packard Corporation, y corrían rumores de que la marca Packard podría suspenderse. Estos rumores pesaron mucho sobre los esfuerzos de la empresa por vender cualquiera de sus productos. Los compradores no querían quedarse con un coche "huérfano", para el que las piezas de repuesto ya no estarían disponibles en los concesionarios y los valores de reventa se verían afectados negativamente.
Durante el año modelo acortado del Executive de marzo a junio, Packard fabricó un total de 2.779 unidades del Executive: 1.031 de techo rígido de dos puertas y 1.748 sedanes de cuatro puertas.
Toda la producción de Detroit de los modelos Packard y Clipper cesó el 25 de junio de 1956 con el cierre de la planta de ensamblaje de Conner Avenue. El nombre de Packard continuó para los modelos de los años 1957 y 1958 en productos basados en plataformas de Studebaker, construidos en las mismas líneas de ensamblaje de South Bend (Indiana) que los modelos Studebaker.